# Angelus Silesius

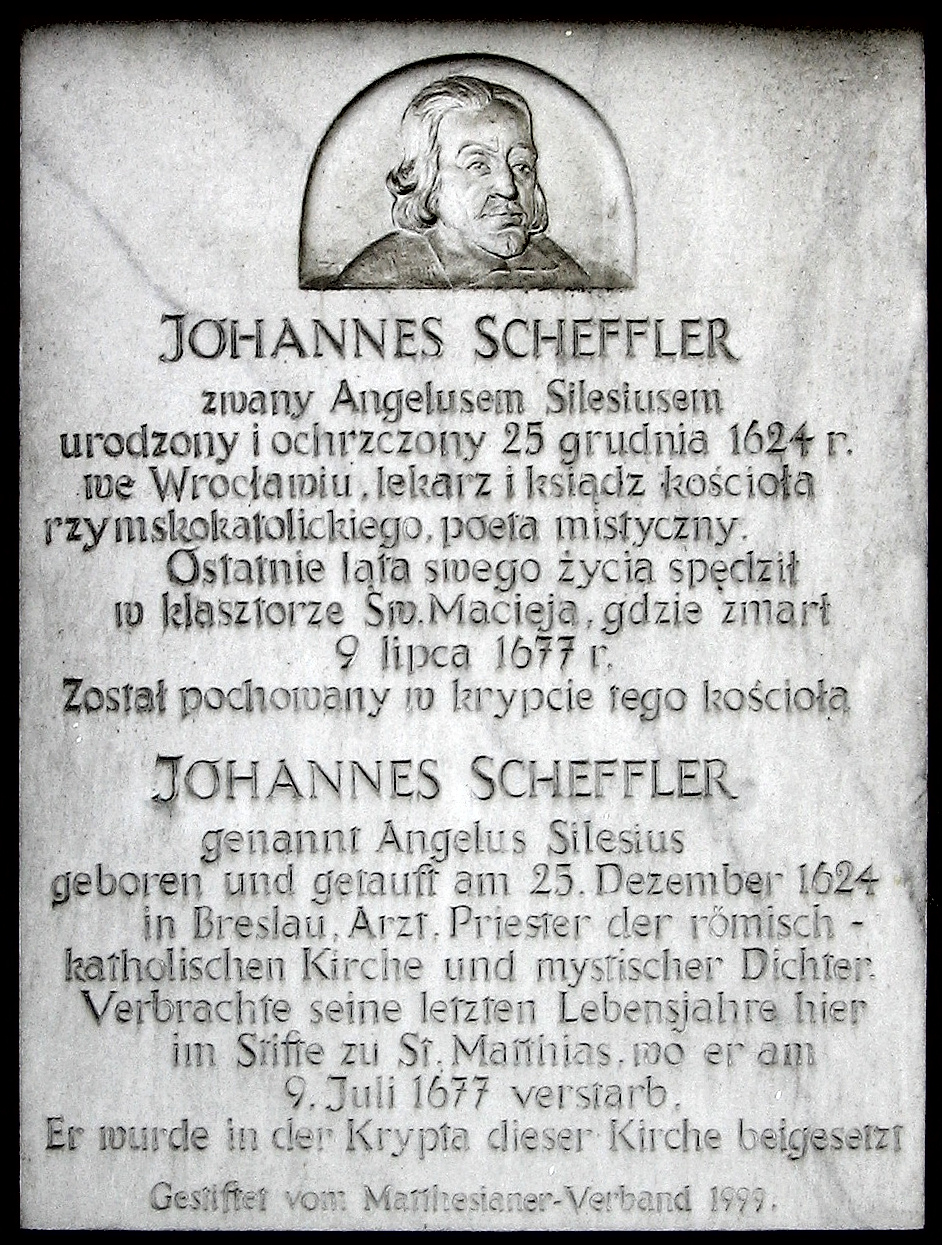
Tablica pamiątkowa z kościoła św. Macieja we Wrocławiu, gdzie pochowany jest Angelus Silesius

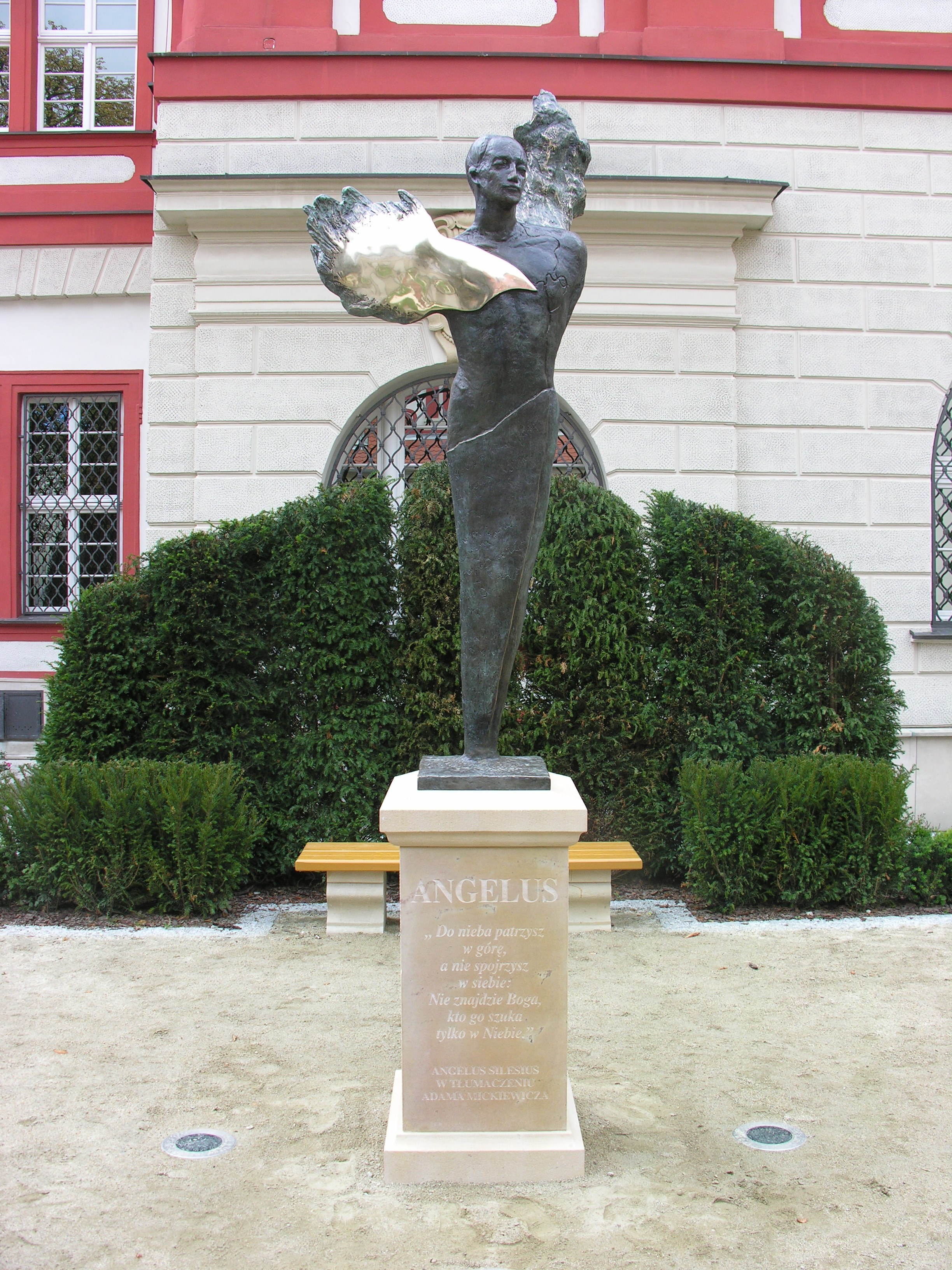
Pomnik Angelusa Silesiusa we Wrocławiu

Angelus Silesius, Anioł Ślązak, właściwie Johannes Scheffler herbu Scheffler (ur. 25 grudnia 1624 we Wrocławiu, zm. 9 lipca 1677 tamże) – niemiecki poeta religijny doby baroku. Pisał utwory apologetyczne, pieśni religijne i aforyzmy o mistycznym zjednoczeniu z Bogiem. Jego Heilige Seelenlust czytywali zarówno protestanci, jak i katolicy.

## Życiorys
Był synem Stanislausa Schefflera (ur. 1562 w Kobierzynie) oraz Marii Magdaleny Henneman (zm. 27 maja 1639). Jego dziadek ze strony ojca (również Stanisław), poślubił Annę – córkę Mikołaja z rodu Welczek (właściciela Dębieńska). Tym samym ich syn – Stanisław (ojciec Angelusa Silesiusa) przejął szlachectwo i herb matki – Rassycz, przedstawiający dwie wieże. Stanisław (ojciec), protestant i niemiecki osadnik w Krakowie do 1618 zamieszkiwał w Bronowicach (inne źródła – Borwicze), a po 1618 we Wrocławiu gdzie poznał o wiele młodszą Marię. Ojciec matki, a dziadek Angelusa Silesiusa – Johannes Henneman był dworskim lekarzem, co zapewne wpłynęło na karierę wnuka. Angelus Silesius został ochrzczony w kościele pw. Św. Elżbiety 25 grudnia 1624.

### Nauka
Początkowo, od 1636 (inne źródła 1639) do 1643, kształcił się we wrocławskim Liceum Św. Elżbiety, gdzie w 1641 napisał sonet na imieniny swojego nauczyciela – Chryzostoma Schultza. Dzięki rekomendacji rektora tego liceum Eliasa Majora i nauczyciela retoryki Christopha Koelera rozpoczął 4 maja 1643 naukę medycyny i prawa państwowego na Uniwersytecie w Strasburgu, a następnie w Lejdzie. W lipcu 1648 na Uniwersytecie w Padwie uzyskał doktorat z medycyny i filozofii.

### Lekarz
Od listopada 1649 był osobistym i nadwornym lekarzem luterańskiego księcia Sylwiusza Nimroda Wirtemberskiego w Oleśnicy. Na tle ortodoksyjnego podejścia do wiary, prezentowanego przez wpływowego na dworze pastora Freytaga, oraz wydanego przez księcia zakazu druku ksiąg mistyków popadł w konflikt z gminą protestancką i w 1652 przeniósł się do Wrocławia, gdzie został lekarzem w klasztorze Zakonu Krzyżowców z Czerwoną Gwiazdą przy kościele pod wezwaniem św. Macieja. W tym czasie poznał Abrahama von Franckenberga, ucznia Jakoba Böhmego, który mocno wpłynął na Schefflera swoją postawą międzywyznaniową. W rok po śmierci Franckenberga, 12 czerwca 1653 r. przeszedł we wrocławskim kościele pod wezwaniem św. Macieja na katolicyzm, przyjmując łacińskie imię Angelus. Druga część jego imienia pochodzi zapewne od łacińskiej nazwy Śląska. Swój majątek przeznaczył na cele dobroczynne.
Związał się czynnie z kontrreformacją. Atakowany przez protestantów groził, że jako polski szlachcic, poprosi króla polskiego o opiekę. W 1654 otrzymał honorowy tytuł cesarsko-królewskiego lekarza nadwornego. Nadal też zajmował się działalnością charytatywną.

### Poeta, ksiądz, zakonnik

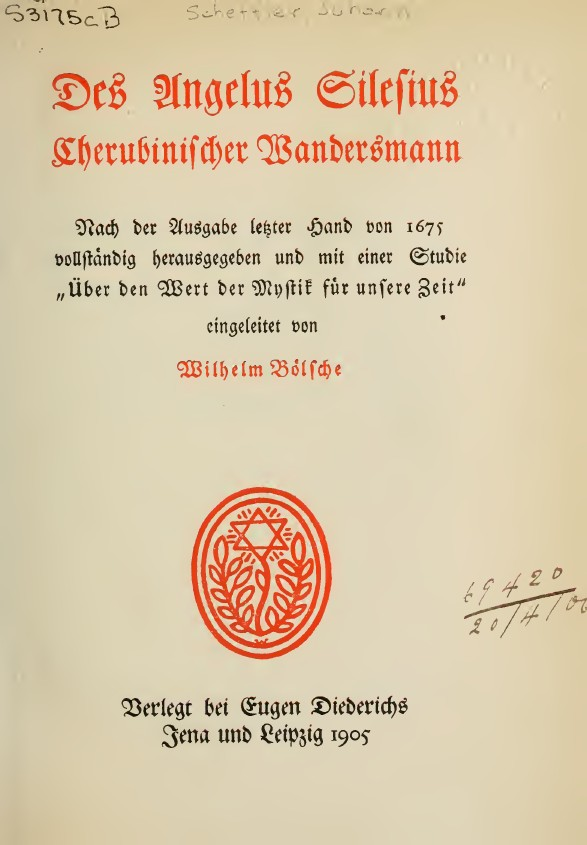
Des Angelus Silesius Cherubinischer Wandersmann (1905)

Od 1667 ukazują się jego najświetniejsze dzieła poetycko-religijne: Święta uciecha duszy albo Duchowne pieśni pasterskie (niem. Heilige Seelenlust Oder Geistliche Hirtenlieder), trzy części w 1657 we Wrocławiu i czwarta część osobno w tym samym roku, po scaleniu i przydaniu piątej części wydane we Wrocławiu 1668, i Epigramatyczne rymy duchowne (niem. Geistreiche Sinn- und Schlußreime) w pięciu księgach, wydane w Wiedniu 1657, od rozszerzonego o księgę szóstą wydania w Kłodzku 1675 pt. Cherubinowy wędrowiec (niem. Cherubinischer Wandersmann). Z późnego okresu życia pochodzi poemat Poglądowe opisanie czterech spraw ostatecznych (niem. Sinnliche Beschreibung der vier letzten Dinge), wydany w Świdnicy 1675.
Epigramaty Cherubinowego wędrowca to rymowane aleksandryny (sześciostopowe jamby), głównie dwuwiersze, czasami dłuższe formy. Szósta księga zaczyna się od cyklu sonetów. Do pieśni pasterskich Georg Joseph – muzyk wrocławskiego dworu biskupiego – skomponował melodie.
W 1661 przyjął, mając papieską dyspensę, święcenia kapłańskie w Nysie. Prowadził też ostre polemiki w duchu kontrreformacji i domagał się rekatolicyzacji Śląska. W latach 1664–1666 był radcą i marszałkiem dworu biskupa wrocławskiego Sebastiana Rostocka. Ostatnie 10 lat życia spędził w klasztorze pod wezwaniem św. Macieja, będąc lekarzem ubogich oraz kapłanem.
Umarł wyniszczony przez ascezę i chorobę. Został pochowany we Wrocławiu, w krypcie kościoła pod wezwaniem św. Macieja. Portret Silesiusa znajduje się na bocznej ścianie budynku Instytutu Archeologii Uniwersytetu Wrocławskiego przy ul. Szewskiej, stojącym na wprost kościoła św. Macieja. Pomnik Silesiusa, autorstwa wrocławskiej artystki Ewy Rossano, stoi w ogrodzie sąsiedniego Ossolineum, czyli dawnego klasztoru Krzyżowców. Angelus Silesius został patronem Akademii Nauk Stosowanych w Wałbrzychu.

## Nauczanie
Angelus Silesius, będąc spadkobiercą wielkiej tradycji Eckharta, Taulera, a także Böhmego, nadał jej całkiem osobisty wyraz poetycki. Przekroczył wszelkie konfesyjne sformułowania, ponieważ Boga nie da się zdefiniować – jest On zarazem Wszystkim i Niczym, Bytem i Nicością. Wobec swego Stwórcy człowiek jest niczym, a przecież tylko w człowieku, obrazie Boga, może On kontemplować samego Siebie. Tak więc człowiek powinien całkowicie wyrzec się samego siebie, wyniszczyć się wewnętrznie, aby stać się tym, kim naprawdę jest – odblaskiem boskości, bytem wiecznym. Ta radykalna koncepcja (bliska neoplatonizmowi i kwietyzmowi) przez długi czas budziła nieufność Kościoła. Intensywny, żarliwy liryzm Angelusa Silesiusa stał się wzorcem dla pietyzmu (Spener).
Wędrowiec wywarł wpływ na wielu poetów niemieckich, a także na filozofię Schopenhauera. W późniejszych czasach dostrzeżono w nim jedno z najdoskonalszych wyrażeń mistycyzmu wykraczającego poza wszelkie konwencje.

## Polskie tłumaczenia
Wybrane utwory Angelusa Silesiusa w tłumaczeniu na język polski ukazały się w antologii Piotra Chmielowskiego i Edwarda Grabowskiego Obraz literatury powszechnej w streszczeniach i przykładach (t. II: Czasy nowożytne) wydanej w 1896 w Warszawie przez Teodora Paprockiego.
- L. Siemieński w antologii Święci poeci, Lwów 1877.
- Pątnik anielski, przeł. J. Jankowski, Warszawa 1924.
- Pątnik anielski, przeł. A. Szczerbowski, Warszawa-Zamość 1937.
- Wybór wierszy, przeł. B. Antochewicz, Rękodzielnia Arhat, Wrocław 1992.
- Cherubowy wędrowiec, przeł. M. Brykczyński, J. Prokopiuk, Instytut Mikołowski 2000 (wybór).
- Cherubinowy wędrowiec, przeł. A. Lam, Opole-Warszawa 2003 (całość).
- Anielski wędrowiec, przeł. K.A. Jeżewski, Biblioteka Telgte, Poznań 2007 (wybór).
- Pieśni adwentowe i kolędy, przeł. A. Lam, Akademia Humanistyczna, Pułtusk 2009.
- Święta uciecha duszy albo duchowne pieśni pasterskie, przeł. A. Lam, Wyd. Uniwersytetu Warszawskiego 2010.
- Cherubinowy wędrowiec. Poglądowe opisanie czterech spraw ostatecznych, przeł. A. Lam, Konwersatorium im. Josepha von Eichendorffa, Opole 2012.
- Krzeszowska Droga Krzyżowa z pieśniami Anioła Ślązaka, [przeł. A. Lam], Wrocław - Warszawa 2013.

Dzieło inspirowane twórczością Angelusa Silesiusa:
- Adam Mickiewicz, Zdania i uwagi z dzieł Jakuba Bema, Anioła Ślązaka (Angelus Silesius) i Sę-Martina. Zob.: A. Lam, Anioł Ślązak Mickiewicza, Universitas, Kraków 2015.